# Armstrong Whitworth F.K.6
Il Armstrong Whitworth F.K.6 fu un caccia di scorta triposto triplano realizzato dell'azienda britannica Armstrong Whitworth Aircraft negli anni dieci del XX secolo e rimasto allo stadio di prototipo.

## Storia del progetto
All'inizio del 1916, il British War Office redasse una specifica per un caccia di scorta multiposto da alimentare con uno dei nuovi motori Rolls-Royce Eagle, destinato a proteggere le formazioni di bombardieri dai caccia tedeschi, con un ruolo aggiuntivo di distruzione dei dirigibili nemici. Sebbene la specifica non richiedesse un'elevata velocità massima, era essenziale che l'aereo disponesse di un buon campo di tiro per le sue armi, mentre per il ruolo secondario anti-dirigibile richiedeva una autonomia di volo di almeno sette ore.
Furono effettuati ordini per la produzione dei prototipi dello Armstrong Whitworth F.K.6, del Sopwith L.R.T.Tr. e del Vickers F.B.11. Tutti e tre i progetti erano guidati dalla necessità di fornire ampi campi di tiro in assenza di un efficace meccanismo di sincronizzazione che avrebbe consentito l'utilizzo sicuro delle armi attraverso il disco dell'elica.

## Armstrong Whitworth F.K.5
Il primo progetto del capo progettista della Armstrong Whitworth Ltd., Frederick Koolhoven, in risposta a questo requisito, probabilmente denominato F.K.5, era un triplano monomotore con l'ala centrale che aveva un'apertura alare molto maggiore rispetto alle ali superiore e inferiore. Le ali erano collegate tra lo da una coppia di montanti su ciascun lato e da cavi di rinforzo. La fusoliera si trovava in posizione centrale tra l'ala superiore e quella inferiore. I mitraglieri erano alloggiati in due lunghe gondole montate sulla parte superiore dell'ala centrale, consentendo loro di sedersi davanti al disco dell'elica, con la cabina di pilotaggio del pilota situata dietro le ali nella sottile fusoliera centrale, offrendo una scarsa visuale. Il carrello di atterraggio era costituito da un montante a molla che trasportava le due ruote principali sotto il motore, con due piccole ruote stabilizzatrici alle estremità alari dell'ala inferiore, e un pattino di coda appena dietro il bordo d'uscita dell'ala inferiore. Questo progetto non volò mai perché il capo del dipartimento aeronautico della Armstrong Whitworth, capitano Ivo Fairbairn-Crawford, ne proibì i voli di prova.

## Armstrong Whitworth F.K.6
Per produrre l'F.K.6 l'ingegner Koolhoven rielaborò completamente il progetto dello F.K.5. Lo F.K.6 era ancora un triplano con l'ala centrale di apertura significativamente maggiore rispetto alle ali superiore e inferiore. Le ali erano collegate tra lo da due copie di montanti e da cavi di rinforzo. L'ala superiore era collegata alla fusoliera da due coppie di montanti. Le gondole dei mitraglieri erano appese sotto l'ala centrale ed erano più corte, in modo che sedessero dietro e fuoribordo all'elica (e a meno di 2 piedi (0,6 m) dal collettore di scarico).
La fusoliera era molto più grande di quella dell'F.K.5, riempiendo lo spazio tra le ali centrale e inferiore, offrendo al pilota una visuale leggermente migliore. Il carrello di atterraggio aveva due coppie di ruote a carreggiata stretta sotto la fusoliera e un pattino di coda più convenzionale. Due pattini antiribaltamento erano posizionati uno per ogni semiala inferiore.
Il propulsore era un motore in linea Rolls-Royce Eagle a 12 cilindri a V, raffreddati a liquido, erogante la potenza di 250 hp (190 kW) ed azionante un'elica quadripala.
Nel marzo 1916 furono ordinati quattro esemplari dello F.K.6, due dei quali erano destinati al Royal Naval Air Service, ma ne fu costruito solo uno (No.7838), che quando fu testato da Peter Legh dimostrò scarse prestazioni. Non fu ulteriormente sviluppato dato che erano oramai disponibili caccia più piccoli, come il Sopwith 1½ Strutter, dotati di sistema di sincronizzazione. Tutti i caccia di scorta a tre posti proposti vennero abbandonati.

## Utilizzatori
Regno Unito
- Royal Naval Air Service